# Vincent Solignac
Vincent Solignac est un acteur, scénariste et réalisateur français.

## Filmographie sélective

### Acteur

#### Longs métrages
- 2004 : L'Enquête corse d'Alain Berbérian : le consul de Belgique
- 2011 : Case départ de Lionel Steketee, Fabrice Éboué et Thomas N'Gijol :  le marchand d'esclaves
- 1999 : C'est pas ma faute ! de Jacques Monnet : Le brigadier
- 1996 : Le Plus Beau Métier du monde de Gérard Lauzier : Rivet
- 1996 : Passage à l'acte de Francis Girod
- 1996 : Jeanne la Pucelle de Jacques Rivette : Pierre
- 1989 : Comédie d'été de Daniel Vigne : Pierre
- 1985 : Le Mariage du siècle de Philippe Galland : Maxime
- 1985 : On ne meurt que deux fois de Jacques Deray : Roger le Quintal
- 1985 : Train d'enfer de Roger Hanin : Letellier
- 1984 : À mort l'arbitre de Jean-Pierre Mocky : Béru, le chauffeur du bus des supporteurs

#### Courts métrages
- 2007 : Nuit brève de Corinne Garfin : Le père
- 2003 : Poulet cocotte co-réalisé par Vincent Solignac et Martial Vallanchon : Michel Foulque
- 1985 : L'anniversaire de Georges  de Patrick Traon : Georges

#### Télévision
- 2021 : Or de lui de Baptiste Lorber : le marchand d'or (Série télévisée - 10 × 30 min) - france.tv
- 2018 : Nu d'Olivier Fox : Docteur Gonzales (Série télévisée - 10 × 20 min) - OCS / Serge Fish
- 2012 :  Joséphine, ange gardien - épisode : En roue libre (série télévisée ) : Pierre Dumont
- 2011 : Le Bon Samaritain, téléfilm  de Bruno Garcia : Monsieur Robineau
- 2011 : Sœur Thérèse.com - épisode : Sur le chemin de la vérité (série télévisée ) :  Timothée
- 2011 : À la recherche du temps perdu, téléfilm de Nina Companeez :
- 2010 : Contes et nouvelles du XIXe siècle - épisode : Un gentilhomme de Laurent Heynemann : Maître Houzeau
- 2009 : Jamais 2 sans 3 de Eric Summer : Blondin (& scénario)
- 2005 :  Granny Boom, téléfilm de Christiane Lehérissey : Le médecin
- 2003 : Le Dirlo, téléfilm de Patrick Volson : M. Bordier
- 2003 : Par amour, téléfilm de Alain Tasma : Bernard
- 2001 : Thérèse et Léon de Claude Goretta : Maurice Thorez
- 1998 :  Le Bimillionnaire, téléfilm de Mickaël Perrotta : Albert
- 1997 :  Nestor Burma, saison 5, épisode 4 "La plus noble co,quête de Nestor" : Villard
- 1995 :  Le Fils de Paul, téléfilm de Didier Grousset : L'interne
- 1988 : Les Dossiers de l'inspecteur Lavardin - téléfilm : L'Escargot noir de Claude Chabrol
- 1987 : Le Gerfaut : Louis XVI
- 1984 : L'Amour en héritage (Mistral's Daughter) de Douglas Hickox / Kevin Connor, (feuilleton TV) : Bad Breath

### Scénariste

#### Cinéma
- 2021 : Barbaque de Fabrice Éboué
- 2003 : Poulet cocotte, court-métrage dont il est l'auteur

#### Télévision
- 2012 : Un village français - 5 épisodes
- 2011 : Le Bon Samaritain, téléfilm  de Bruno Garcia  (scénario et dialogues)
- 2009 : Jamais 2 sans 3 de Eric Summer (scénario)
- 2006 : Hé M'sieur de Patrick Volson (scénario)
- 2006 : Du goût et des couleurs de Michaëla Watteaux (scénario)
- 2003 : Le Dirlo, téléfilm de Patrick Volson (scénario)
- 2003 : Par amour, téléfilm de Alain Tasma
- 2002 : La Torpille de Luc Boland (scenario et dialogue)

### Réalisateur
- 2003 : Poulet cocotte, court-métrage co-réalisé avec Martial Vallanchon

## Théâtre
- 1991 : La Société de chasse de Thomas Bernhard, mise en scène Jean-Louis Thamin, Théâtre de l'Atelier
- 1993 : Arlequin, serviteur de deux maîtres de Carlo Goldoni, mise en scène Jean-Louis Thamin, Théâtre du Port de la lune, Théâtre des Treize Vents, Théâtre Silvia Monfort
- 2022 : La Vraigustation de et avec Vincent Solignac et Emma Loiselle

## Mise en scène

### Théâtre
- 2018 : Femme de mère en fille depuis que l'Homme est Homme de et avec Emma Loiselle
- 2022 : Naïf de et avec Kevin Gavaud